# J. Garfield McDonald
John Garfield MacDonald (nacido el 8 de agosto de 1881 en Nueva Escocia, murió en 1951) fue un atleta canadiense que compitió en los Juegos Olímpicos de 1908 en Londres.
MacDonald ganó la medalla de plata en atletismo durante los Juegos Olímpicos de 1908 en Londres. Terminó segundo en el triple salto con un salto de 14.76, detrás británico Timothy Ahearne quien ganó con 14,92; lo cual fue un récord mundial.